# Roominnotko
Roominnotko este o arie protejată (arie specială de conservare — SAC, sit de importanță comunitară — SCI) din Finlanda întinsă pe o suprafață de 7 ha, integral pe uscat.

## Localizare
Centrul sitului Roominnotko este situat la coordonatele 61°51′28″N 24°04′19″E / 61.8578°N 24.0719°E.

## Înființare
Situl Roominnotko a fost declarat sit de importanță comunitară în august 1998 pentru a proteja 1 specie de plante. Situl a fost protejat și ca arie specială de conservare în aprilie 2015.

## Biodiversitate
Situată în ecoregiunea boreală, aria protejată conține 2 habitate naturale: Taiga vestică, Păduri fino-scandinave bogate în ierburi cu Picea abies.
La baza desemnării sitului se află o specie protejată de  plante: Cephalozia macounii.
Pe lângă speciile protejate, pe teritoriul sitului au mai fost identificate 3 specii de plante.